# Ouragan John (2006)
Pour l’article homonyme, voir Cyclone tropical John.
L'ouragan John est la 10e tempête tropicale et le 6e ouragan de la saison cyclonique 2006 pour le bassin nord-est de l'océan Pacifique. Le nom John avait déjà été utilisé en 1978, 1982, 1988, 1994 et 2000.

## Chronologie
Dans la dernière semaine du mois d'août 2006 s'est développé une perturbation tropicale près des côtes du Guatemala. Le 28 août, elle développa une circulation cyclonique de surface, devenant ainsi dépression tropicale. Plus tard, elle s'intensifia en tempête tropicale. Le 29 août, elle devint ouragan. Le 30 août, il devient un ouragan de catégorie 4 sur l'échelle de Saffir-Simpson.